# Banu Mushtaq
Pour les articles homonymes, voir Mushtaq.
 (mai 2025).
La mise en forme du texte ne suit pas les recommandations de Wikipédia : il faut le « wikifier ».
Les points d'amélioration suivants sont les cas les plus fréquents. Le détail des points à revoir est peut-être précisé sur la page de discussion.
- Les titres sont pré-formatés par le logiciel. Ils ne sont ni en capitales, ni en gras.
- Le texte ne doit pas être écrit en capitales (les noms de famille non plus), ni en gras, ni en italique, ni en « petit »…
- Le gras n'est utilisé que pour surligner le titre de l'article dans l'introduction, une seule fois.
- L'italique est rarement utilisé : mots en langue étrangère, titres d'œuvres, noms de bateaux, etc.
- Les citations ne sont pas en italique mais en corps de texte normal. Elles sont entourées par des guillemets français : « et ».
- Les listes à puces sont à éviter, des paragraphes rédigés étant largement préférés. Les tableaux sont à réserver à la présentation de données structurées (résultats, etc.).
- Les appels de note de bas de page (petits chiffres en exposant, introduits par l'outil «  Source ») sont à placer entre la fin de phrase et le point final[comme ça].
- Les liens internes (vers d'autres articles de Wikipédia) sont à choisir avec parcimonie. Créez des liens vers des articles approfondissant le sujet. Les termes génériques sans rapport avec le sujet sont à éviter, ainsi que les répétitions de liens vers un même terme.
- Les liens externes sont à placer uniquement dans une section « Liens externes », à la fin de l'article. Ces liens sont à choisir avec parcimonie suivant les règles définies. Si un lien sert de source à l'article, son insertion dans le texte est à faire par les notes de bas de page.
- La présentation des références doit suivre les conventions bibliographiques. Il est recommandé d'utiliser les modèles {{Ouvrage}}, {{Chapitre}}, {{Article}}, {{Lien web}} et/ou {{Bibliographie}}. Le mode d'édition visuel peut mettre en forme automatiquement les références.
- Insérer une infobox (cadre d'informations à droite) n'est pas obligatoire pour parachever la mise en page.

Pour une aide détaillée, merci de consulter Aide:Wikification.
Si vous pensez que ces points ont été résolus, vous pouvez retirer ce bandeau et améliorer la mise en forme d'un autre article.

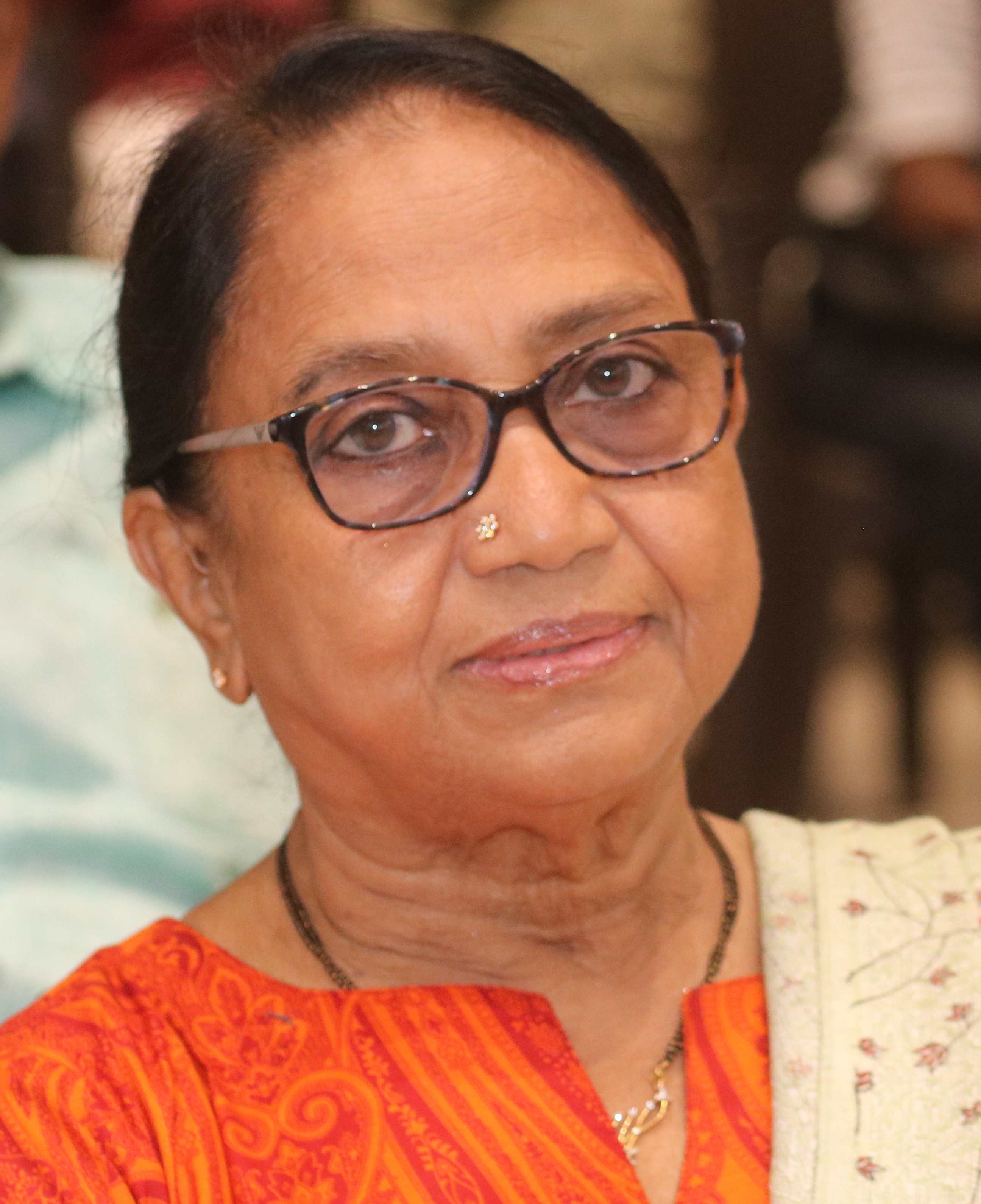
Banu Mushtaq

Banu Mushtaq (canarais : ಬಾನು ಮುಷ್ತಾಕ್, née en 1948) est une militante, avocate et écrivaine indienne originaire de l'État du Karnataka, dans le sud de l'Inde. Elle écrit en canarais ou kannada et ses œuvres ont également été publiées en ourdou, en hindi, en tamoul, en malayalam et, plus récemment, en anglais. En 2025, son recueil de nouvelles, Heart Lamp, traduit par Deepa Bhasthi, a remporté le prix international Booker.

## Jeunesse et vie personnelle
Banu Mushtaq est née dans une famille musulmane deccanaise à Hassan, une ville de la région de Mysore, au sud du Karnataka, en 1948. À l'âge de 8 ans, Mushtaq a été inscrite dans une école missionnaire en langue canaraise à Shimoga, à condition qu'elle apprenne « à lire et à écrire le kannada en six mois » ; elle a dépassé les attentes en commençant à écrire après quelques jours d'école.
Contrairement aux attentes de sa communauté, elle a fréquenté l’université et s’est mariée par amour à l’âge de 26 ans.
Elle parle le canarais, l'hindi et l'ourdou, le dakhni (en) et l'anglais.
Mushtaq était auparavant journaliste pour le journal Lankesh Patrike et, pendant quelques mois, elle a travaillé pour All India Radio à Bengaluru.
Mushtaq s'est intéressée à l'écriture dès son plus jeune âge, mais n'est devenue écrivaine qu'à l'âge de 29 ans, en tant que nouvelle mère souffrant de dépression post-partum. Mushtaq s’est tournée vers l’écriture pour explorer ses sentiments et ses expériences. Une grande partie de ses écrits porte sur les problèmes des femmes. 
Mushtaq a publié six volumes de nouvelles, un roman, un recueil d'essais et un recueil de poésie. Son histoire « Kari Nagaragalu » a été adaptée au cinéma, Hasina, en 2003. 

### Heart Lamp
Le premier livre complet de Mushtaq à être traduit en anglais est Heart Lamp (And Other Stories, 2025), une sélection d'histoires centrées sur les femmes se déroulant dans les communautés musulmanes du sud de l'Inde. La traductrice, Deepa Bhasthi, a commencé à traduire l'œuvre de Mushtaq en anglais en 2022. Bhashthi a sélectionné les douze histoires du volume parmi toutes les histoires que Mushtaq avait publiées entre 1990 et 2023,,.
Le président du jury du Booker International, Max Porter, a déclaré que même si les histoires sont féministes et « contiennent des récits extraordinaires des systèmes patriarcaux et de résistance », elles sont avant tout de « beaux récits de la vie quotidienne et en particulier de la vie des femmes ». Le Guardian a commenté que « le ton varie du calme au comique, mais la vision est cohérente » et l'a qualifié de « merveilleuse collection ». L'histoire qui donne son titre à ce livre reflète un incident dans la vie de Mushtaq lorsque, aux prises avec le mariage, la maternité et la domesticité, elle s'est aspergée de kérosène. Dans l'histoire, les enfants du protagoniste interviennent, lui rappelant qu'elle est aimée et comprise,.
En mai 2025, Heart Lamp a remporté le prix international Booker 2025. Mushtaq a été le premier écrivain de langue kannada à voir son œuvre nommée pour ce prix. Deepa Bhasthi a été la première traductrice indienne à remporter ce prix et ce fut le premier recueil de nouvelles à remporter ce prix.

## Activisme
Depuis les années 1980, Mushtaq est impliqué dans des mouvements militants qui œuvrent à saper le « fondamentalisme et les injustices sociales » au Karnataka.
En 2000, un « boycott social » (fatwa) a été annoncé contre Mushtaq et sa famille en réponse à son « plaidoyer en faveur du droit des femmes musulmanes à entrer dans les mosquées », cette condamnation a durée trois mois,.
Au début des années 2000, Mushtaq a rejoint le groupe de la société civile Komu Souhardha Vedike pour protester contre les efforts visant à empêcher les musulmans de visiter un sanctuaire syncrétique à Baba Budangiri, dans le district de Chikmagalur.
Mushtaq a soutenu le droit des étudiants musulmans à porter le hijab dans les écoles, ce qui a été contesté au Karnataka.

## Prix et reconnaissance
- Prix de l'Académie Sahitya du Karnataka (1999)[14]
- Prix Daana Chintamani Attimabbe[14]
- Prix PEN English Translate 2024, pour la traduction de Haseena and Other Stories par Deepa Bhasthi[15]
- Prix international Booker 2025 pour Heart Lamp, traduit par Deepa Bhasthi[16],[17]

- Lampe Cœur : Histoires Choisies ( Et Autres Histoires, 2025) (ISBN 9781916751163)